# Hans Baur (Schauspieler)
Hans Baur (* 8. August 1910 in Eresing bei Landsberg am Lech; † 21. Dezember 1986 in München) war ein deutscher Volksschauspieler und Charakterdarsteller.

## Leben
Baur machte 1929 am Wilhelmsgymnasium München Abitur und begann darauf ein Jurastudium an der Universität München, das er allerdings nach einem Semester abbrach.
Erst nach seinem ersten Engagement beim Rundfunk in München (1932) und der drohenden Entlassung nahm Hans Baur professionellen Schauspielunterricht bei der Staatsschauspielerin Magda Lena (eigtl. Magdalena von Perfall). Es folgten Bühnenengagements, u. a. in München an den Kammerspielen (1934/1935), an den Städtischen Bühnen Augsburg (1935–1937), den Städtischen Bühnen von Münster (1937–1939), dem Theater der Stadt Essen (1941/1942; 1946–1948) und den Städtischen Bühnen Frankfurt am Main (1942–1944). Wegen einer schweren Krankheit blieb Baur der Kriegsdienst erspart. In den 1960er und 1970er Jahren trat er als Schauspieler im Münchner Residenztheater auf, z. B. am 5. Januar 1975 in der Premiere von Der Brandner Kaspar und das ewig’ Leben.
Für die Film- und Fernsehzuschauer entwickelte sich Hans Baur erst ab den 1950er Jahren zu einem vertrauten Gesicht, zunächst vor allem durch TV-Fassungen von Bühnenstücken und Literaturverfilmungen. So spielte er u. a. in Das Spukschloß im Spessart (1960), Der Tod läuft hinterher (1967) oder Die Wiesingers (1984). Besonders populär war seine Rolle als Amtsgerichtsrat Stierhammer in Georg Lohmeiers 53-teiliger Serie Königlich Bayerisches Amtsgericht (1969–1972) an der Seite von Georg Blädel und allen wichtigen Volksschauspielern dieser Zeit.
Hans Baur war wegen seiner sonoren Stimme beliebt als Erzähler bei zahlreichen Kinderhörspielen, darunter Der Räuber Hotzenplotz (6 Teile), Die kleine Hexe (3 Teile) und Das kleine Gespenst. Die Buchvorlage aller genannten Hörspiele lieferte Otfried Preußler. Darüber hinaus war der Schauspieler noch in einigen Hörspielen des Bayerischen Rundfunks aus der Kinderserie Meister Eder und sein Pumuckl als Meister Eders befreundeter Handwerker Bernbacher bzw. Schmitt in den Folgen Das Spanferkelessen, nach dem gleichnamigen Buch von Ellis Kaut, sowie Die Musik. Seltener arbeitete Baur auch als Synchronsprecher, so lieh er etwa Bengt Ekerot als „Tod“ in Das siebente Siegel die Stimme.
Am 21. Dezember 1986 starb Hans Baur in München im Alter von 76 Jahren.
Sein Grab befindet sich auf dem Friedhof in Feldafing.

## Filmografie (Auswahl)

### Filme
- 1955: Es geschah am 20. Juli
- 1956: Der Meineidbauer
- 1958: Othello (Fernsehfilm)
- 1958: Die Bernauerin (Fernsehfilm)
- 1959: Das schöne Abenteuer
- 1960: Die Lokalbahn (Fernsehfilm)
- 1960: Jeanne D'Arc auf dem Scheiterhaufen (Fernsehfilm)
- 1960: Das Spukschloß im Spessart
- 1960: Ein Weihnachtslied in Prosa oder Eine Geistergeschichte zum Christfest (Fernsehfilm)
- 1966: Jeanne oder Die Lerche (Fernsehfilm)
- 1967: Der Tod läuft hinterher (Miniserie, 3 Folgen)
- 1967: Entscheidung (Fernsehfilm)
- 1969: Alma Mater (Fernsehfilm)
- 1972: Fettaugen – Eine Idylle aus der deutschen Provinz (Fernsehfilm)
- 1973: Waldfrieden (Fernsehfilm)
- 1975: Brautschau (Fernsehfilm)

### Fernsehserien
- 1959: Der Komödienstadel (Segment: Der zebrochene Kruag)
- 1964: Die fünfte Kolonne – Eine Puppe für Klein-Helga
- 1964: Das Kriminalmuseum – Der Fahrplan
- 1965: Der seidene Schuh (2 Folgen)
- 1965: Der Nachtkurier meldet … – Briefe aus dem Dunkel
- 1967: Der Tod läuft hinterher (3 Folgen)
- 1967: Das Kriminalmuseum – Kaliber 9
- 1968: Graf Yoster gibt sich die Ehre (1 Folge)
- 1969–1972: Königlich Bayerisches Amtsgericht (53 Folgen)
- 1971: Der Kurier der Kaiserin (1 Folge)
- 1973–1977: Tatort (Fernsehreihe)
  - 1973: Tatort: Weißblaue Turnschuhe
  - 1973: Tatort: Tote brauchen keine Wohnung
  - 1975: Tatort: Als gestohlen gemeldet
  - 1975: Tatort: Das zweite Geständnis
  - 1976: Tatort: Wohnheim Westendstraße
  - 1977: Tatort: Das Mädchen am Klavier
- 1974: Der Kommissar – Ein Anteil am Leben
- 1975: Derrick – Kamillas junger Freund
- 1977: Derrick – Hals in der Schlinge
- 1979: Polizeiinspektion 1 – Der Huchen
- 1981: Polizeiinspektion 1 – Der nächtliche Gast
- 1984: Polizeiinspektion 1 – Ein Hauch von Kultur
- 1984: Die Wiesingers (6 Folgen)
- 1985: Franz Xaver Brunnmayr (Folge 1.07)

## Hörspiele (Auswahl)
- 1951: Lena Christ – Madam Bäuerin
- 1983: Ludwig Thoma – Heilige Nacht
- Das Buch Jonas
- Räuber Hotzenplotz (6 Teile)
- Im Wunderland Der Kleinen Hasen
- Meffi der kleine feuerrote Teufel
- Das Märchen Vom Schlaraffenland
- Winnetou (4 Folgen)
- Die Kleine Hexe
- Der Struwwelpeter. Lustige Geschichten Mit Viel Musik
- Max Und Moritz
- Das Kleine Gespenst
- Onkel Poppoffs
- Div. Wilhelm Busch Geschichten

## Auszeichnungen
- 1980: Oberbayerischer Kulturpreis
- 1981: Ludwig-Thoma-Medaille der Stadt München